# The Garden of Allah (1927)
The Garden of Allah is een Amerikaanse dramafilm uit 1927 onder regie van Rex Ingram. Het scenario is gebaseerd op de gelijknamige roman uit 1904 van de Britse auteur Robert S. Hichens. Destijds werd de film in Nederland uitgebracht onder de titel De tuin van Allah.

## Verhaal
Bij zijn intrede in een trappistenklooster in Algerije heeft pater Adrien een kuisheidsgelofte afgelegd. Als hij die gelofte overtreedt door een meisje te omhelzen, moet hij uittreden uit het klooster. Op weg naar de oase van Beni-Mora redt hij de vrome katholiek Domini Enfilden van een opstandige menigte. Zij merkt op een feestje van graaf Anteoni dat hij er priesters en kruisbeelden ontwijkt. Toch worden ze verliefd en besluiten te trouwen.

## Rolverdeling
| Acteur           | Personage              |
| ---------------- | ---------------------- |
| Alice Terry      | Domini Enfilden        |
| Iván Petrovich   | Pater Adrien           |
| Marcel Vibert    | Graaf Anteoni          |
| H.H. Wright      | Lord Rens              |
| Pâquerette       | Suzanne                |
| Gerald Fielding  | Batouch                |
| Armand Dutertre  | Priester van Beni-Mora |
| Ben Sadour       | Waarzegger             |
| Claude Fielding  | Hadj                   |
| Rehba Bent Salah | Ayesha                 |
| Michael Powell   | Toerist                |